# Gerhard Friederich
Gerhard Friederich (* 2. Januar 1779 in Frankfurt am Main; † 30. Oktober 1862 ebenda) war ein deutscher evangelisch-lutherischer Pfarrer und Schriftsteller.

## Leben
Der Sohn eines Frankfurter Kaufmanns besuchte das Lyceum Grünstadt, das Lyceum Wertheim und das Städtische Gymnasium Frankfurt. Er studierte von 1797 bis 1804 Theologie in Jena, Marburg und Heidelberg. Er kehrte als Kandidat nach Frankfurt zurück und diente dort zunächst als Frühprediger im Kastenhospital, der städtischen Anstalt für Irre und Epileptische. 1806 promovierte ihn die Universität Gießen zum Doktor der Philosophie. 1808 wurde er Pfarrvikar an der Peterskirche, 1812 Pfarrer der Kirche in Bornheim. 1816 wurde er als Pfarrer in das Predigerministerium der Stadt Frankfurt berufen, zunächst als Nachmittagsprediger an der Peterskirche. 1820 wurde er Frühprediger an der Weißfrauenkirche, 1832 Pfarrer der Katharinenkirche.
Zum 300-jährigen Jubiläum der Übergabe der Confessio Augustana verliehen ihm die Universitäten Jena und Leipzig 1830 die Würde eines Ehrendoktors der Theologie. 1842 wurde Friederich Mitglied des lutherischen Konsistoriums der Freien Stadt Frankfurt, 1851 dessen Vorsitzender. 1857 erhob ihn der lutherische Gemeindevorstand im Zuge einer Reform der Evangelischen Kirchenverfassung Frankfurts zum Senior des Predigerministeriums, ein Amt, das seit Wilhelm Friedrich Hufnagels Pensionierung 1823 geruht hatte. Am 6. April 1858 feierte er sein goldenes Ordinationsjubiläum und ging zum Ende des Jahres in den Ruhestand.
Friederich war seit 1808 Freimaurer und Mitglied der Frankfurter Freimaurerloge "Sokrates zur Standhaftigkeit". In der in Frankfurt ansässigen Großloge Eklektischer Bund war er Großmeister. 
Friederich war ein produktiver Schriftsteller und veröffentlichte zahlreiche Werke, die er gerne regierenden Fürsten widmete. Unter seinen Schriften sind Predigten, populäre Erbauungsbücher (Heliodor, Serena), Morgen- und Abendandachten sowie zwei religiöse epische Dichtungen (Luther, 1817 und Gustav Adolfs Heldentod, 1832). Er gab die Zeitschrift Der Protestant heraus, anfangs allein, ab 1827 zusammen mit dem unter seinem Einfluss konvertierten Graf Karl Christian Ernst von Bentzel-Sternau, einem ehemaligen Minister des Großherzogtums Frankfurt.
Friederich stand ganz in der Tradition des Theologischen Rationalismus. Er grenzte sich scharf gegen „Mystizismus“ und „Obskurantismus“ ab und stand den Lichtfreunden nah. Ab 1836 gab er gemeinsam mit anderen Geistlichen die Zeitschrift Der evangelische Lichtfreund heraus, die sich für einen vernunftgemäßen Bibelprotestantismus einsetzte und den Pietismus ablehnte. Er galt als eloquenter und geistreicher Prediger und gehörte dem liberalen Bürgertum an. In der Zeit des Vormärz setzte er sich in Wort und Schrift für die Gleichstellung aller Bürger ohne Rücksicht auf die Religion, also auch der Juden, ein. Am 2. April 1848 begrüßte er die Mitglieder des Vorparlaments, das am 31. März zusammengetreten war, mit einer begeisterten Predigt von der Kanzel der Katharinenkirche.
Friederich starb am 30. Oktober 1862 in Frankfurt.

## Werke (Auswahl)
Einige in mehreren Auflagen, hier nur die Erstauflagen genannt.
- Unter dem Pseudonym Friedr. Waller: Gustav Herrmann, oder der pythagoräische Bund. Ein psychologischer Roman. 2 Teile, Frankfurt a. M. 1812 und 1813
- Die Juden und ihre Gegner, ein Wort zur Beherzigung für Wahrheitsfreunde, gegen Fanatiker. Frankfurt a. M., 1816
- Reden der Religion und dem Vaterland geweiht. 2 Teile, Frankfurt a. M., 1817 und 1819
- Luther. Historisches Gedicht in vier Gesängen. Frankfurt a. M., 1818
- Serena. Die Jungfrau nach ihrem Eintritte in die Welt. Für religiös gebildete Töchter. Frankfurt a. M., 1819
- Gustav Adolfs Heldentod für Deutschlands Freiheit. Historisches Gedicht in vier Gesängen. Kassel, 1832
- Aus meinem Leben, in amtlicher, literarischer und bürgerlicher Beziehung. Erster Band, Religion und Kirchenthum. Gießen, 1842
- Als Herausgeber: Kurze Darstellung des 50-jährigen Amtsjubelfestes Sr. Hochwürden, des Herrn Dr. Theol. […] Joh. Phil. Benkard, und seiner Hochwürden des Herrn G. Ph. Ernst Blum […]. Frankfurt, 1843
- Ernst und Scherz. Festgabe bei der 50jährigen Stiftungsfeier der Loge Socrates zur Standhaftigkeit in Frankfurt a. M. Den 7. December 1851. Frankfurt a. M. 1851
- Die Wahrheit und biblische Lauterkeit der evangelischen Kirche. Zur Würdigung der Jesuitenmission in der Gegenwart. Frankfurt  a. M.,  1852